# 自衛權
自衛權（日语：自衛権）是指當國家受到緊急的非法侵害權利時，根據國際法賦予的權力，作出適當的武力防衛，是國家根據他們的本能作出的合理行為以自保。同時參照國內法律自衛的權利，在一些時候，行使的自衛權可能不符合國內法律。
此外，在一個國家遭受攻擊時，其他與該國屬聯盟的國家可出動軍事支援，稱為集體自衛權，同樣是為了減低對該國的侵害，與自衛權不同的是，同盟國無論是否受到攻擊，都可作軍爭支援。